# Beechcraft Duchess
Pour les articles homonymes, voir Duchess.
Le Beechcraft Model 76 Duchess (Code OACI :BE76) est un avion léger bimoteur d’école et de tourisme.

## Origine
Au cours de l’été 1974 prit l’air pour la première fois à Wichita le prototype d’un nouveau bimoteur quadriplace désigné PD 289 (N289BA). Destiné en priorité aux centres de formations Beechcraft (Beech Aero Centers), qui participèrent largement à la définition de l’appareil, cet appareil d’entraînement et de transport léger était conçu pour une production de masse à faible coût. Une priorité dans la conception de l’appareil portait sur l’obtention d’une faible vitesse de décrochage sur un seul moteur.
Le programme d’essais en vol fut relativement long, le premier appareil de série ne prenant l’air que le 24 mai 1977 aux mains de Vaughn Gregg avec l’appellation commerciale Model 76 Duchess. La certification FAA A29CE fut obtenue le 24 janvier 1978, l’appareil étant autorisé VFR et IFR.

## Description
Monoplan à aile basse cantilever construit presque entièrement en utilisant du matériau nid d’abeille collé. La voilure reposait sur un profil NACA 632A415 et offrait un dièdre positif de 6°30’. Elle recevait de chaque côté du fuselage un réservoir, la capacité totale étant de 378 litres, et deux moteurs de 180 ch, similaires à ceux utilisés sur le Travel Air, entraînant des hélices bipales contrarotatives à vitesse constante Hartzell. Le fuselage était celui du monomoteur Musketeer, aménagé pour quatre passagers, soit deux sièges séparés à l’avant et une banquette arrière accessible en basculant les dossiers des sièges avant, ce qui permettait l’utilisation de l’appareil pour le tourisme. L’empennage était en T et le train, d’atterrissage, tricycle, escamotable.

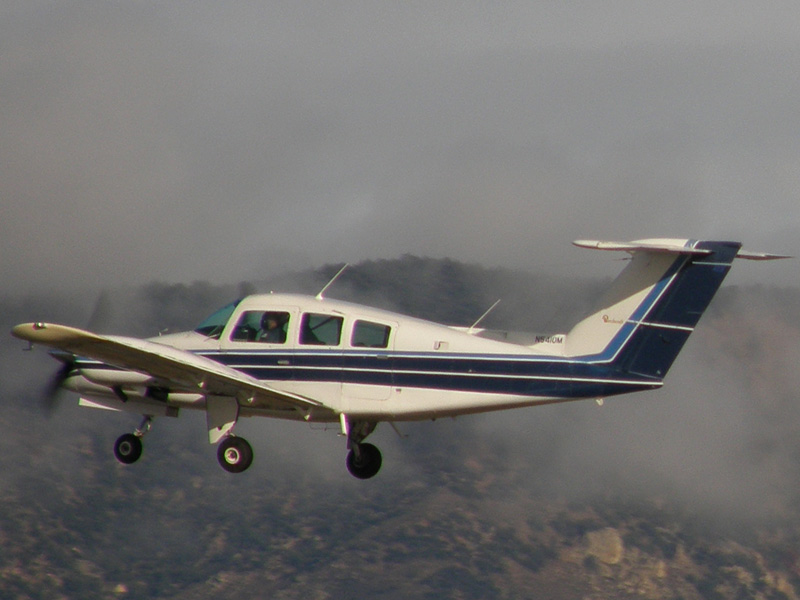
Ce Duchess était utilisé par l'école des pilotes d'essais de Mojave Airport en janvier 2009

## Une carrière discrète
Produit à l’usine Beechcraft de Liberal, le Model 76 fut construit à 437 exemplaires (c/n ME-1/4367), les livraisons débutant en mai 1978 et les derniers exemplaires sortant d’usine en 1982. Trois kits d’aménagement furent proposés en option : Weekender, Holiday et Professional mais le Duchess fut incapable de rivaliser avec les bimoteurs Piper PA-44 Seminole et Cessna 310 ou certains monomoteurs, comme en particulier le Beech Bonanza.
Cet appareil a connu un certain succès en Australie, ou 47 exemplaires figuraient sur le registre des immatriculations civiles en juin 2001. En Europe la Grande-Bretagne fut le principal utilisateur avec 44 immatriculations accordées début 2010, tandis qu’en France 17 Duchess ont figuré sur le registre civil.
En 1979 une cellule fut modifiée pour recevoir deux moteurs turbocompressés TO-360 de 180 ch dans des nacelles moteur modifiées. Le Model 76TC (N18776, c/n ME-2) effectua son premier vol le 31 janvier 1979, toujours piloté par Vaughn Gregg. Le développement de cette nouvelle version fut abandonné après 43 vols d’essais.

## Sources
1. 1 2 3  AJ Pelletier p. 162
2. ↑  TCDS A29CE
3. ↑  Hawker Beechcraft, Commercial serialization 1945 thru 2010 (30 juin 2010)
4. ↑  K. Wixey p. 69